# Tanambao Marivorahona
Tanambao Marivorahona (ook wel Marivorahona ) is een plaats in Madagaskar gelegen in het district Ambilobe van de regio Diana. In 2001 telde de plaats bij de volkstelling 9462 inwoners. De plaats ligt aan de Route nationale 6 15 km ten noorden van de plaats Ambilobe langs de Manajeba River.
In de plaats is basisonderwijs beschikbaar. De meerderheid (94% van de bevolking) is werkzaam als landbouwer. Het belangrijkste gewas is suikerriet en tomaten, maar er wordt ook katoen, zoete aardappellen en rijst verbouwd. Industriesector en dienstensectoren worden beide beroept door 3% van de bevolking.